# Pietro Bettelini
Pietro Antonio Leone Bettelini (geboren  6. September 1763 in Caslano, Schweiz; gestorben 27. September 1829 in Rom) war ein Schweizer Maler und Stecher.

## Leben
Pietro Bettelini war Schüler des Gaetano Gandolfi in Bologna und des Stechers Francesco Bartolozzi in London. Er hielt sich in Paris auf, kehrte zurück ins Tessin und zog nach Mailand, wo er 1806 für einen Stich nach Bartolomeo Schedoni einen ersten Preis an der Brera erhielt. Er ging dann nach Rom, wo er bis zu seinem Tode arbeitete. Bettelini wurde Mitglied der Accademia di San Luca und lehrte an ihr Radierung.
Bettelini fertigte Stiche vieler bekannter Gemälde, so von Andrea del Sarto, Guido Reni, Antonio da Correggio, Guercino und Tizian sowie von Skulpturen von Antonio Canova und Bertel Thorwaldsen. Seine Reproduktionen erzielten bis weit ins 19. Jahrhundert hohe Auflagen, mitunter auch im Mehrfarbendruck.

## Bilder

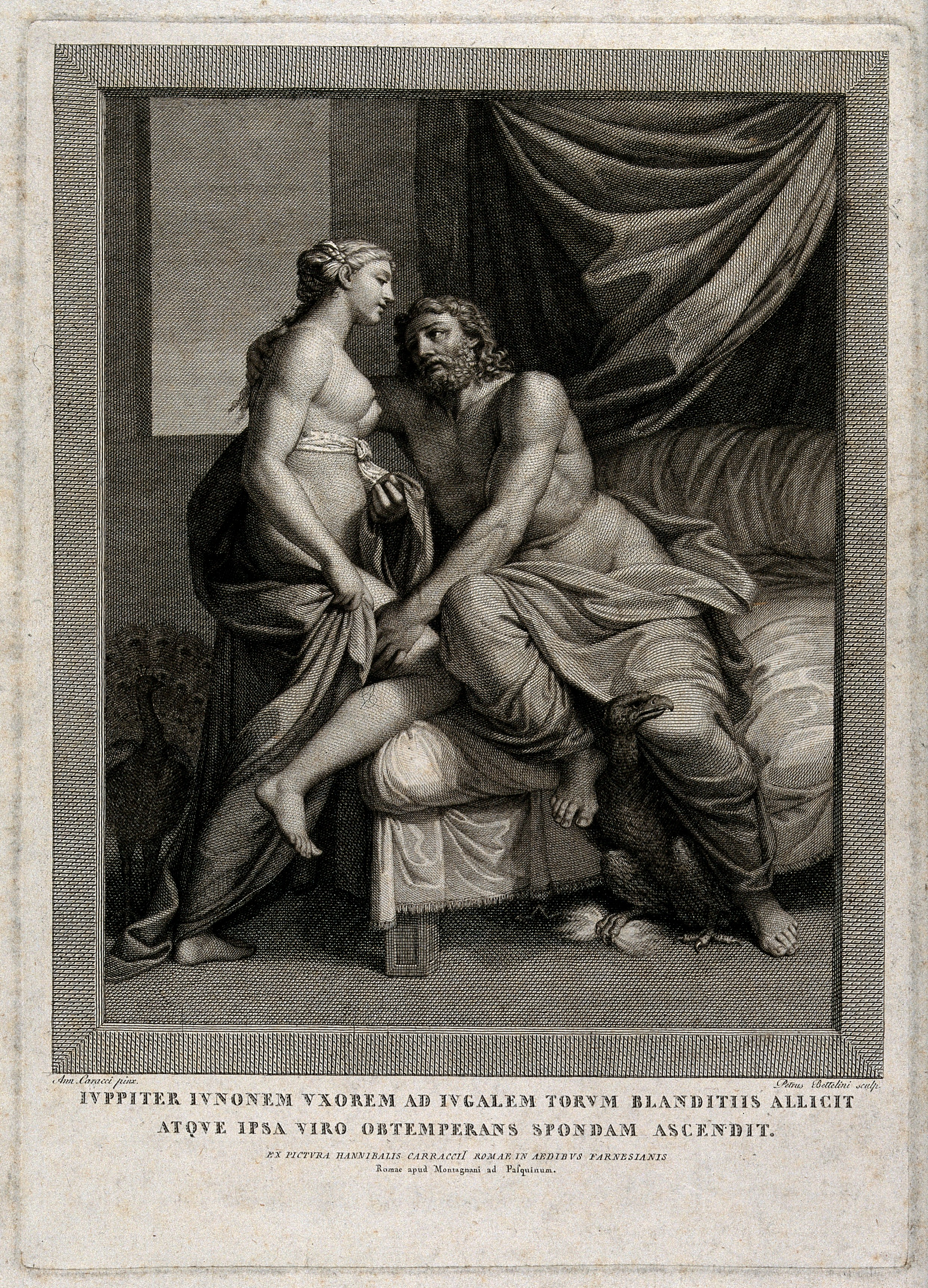
Jupiter und Juno, Radierung nach Annibale Carracci
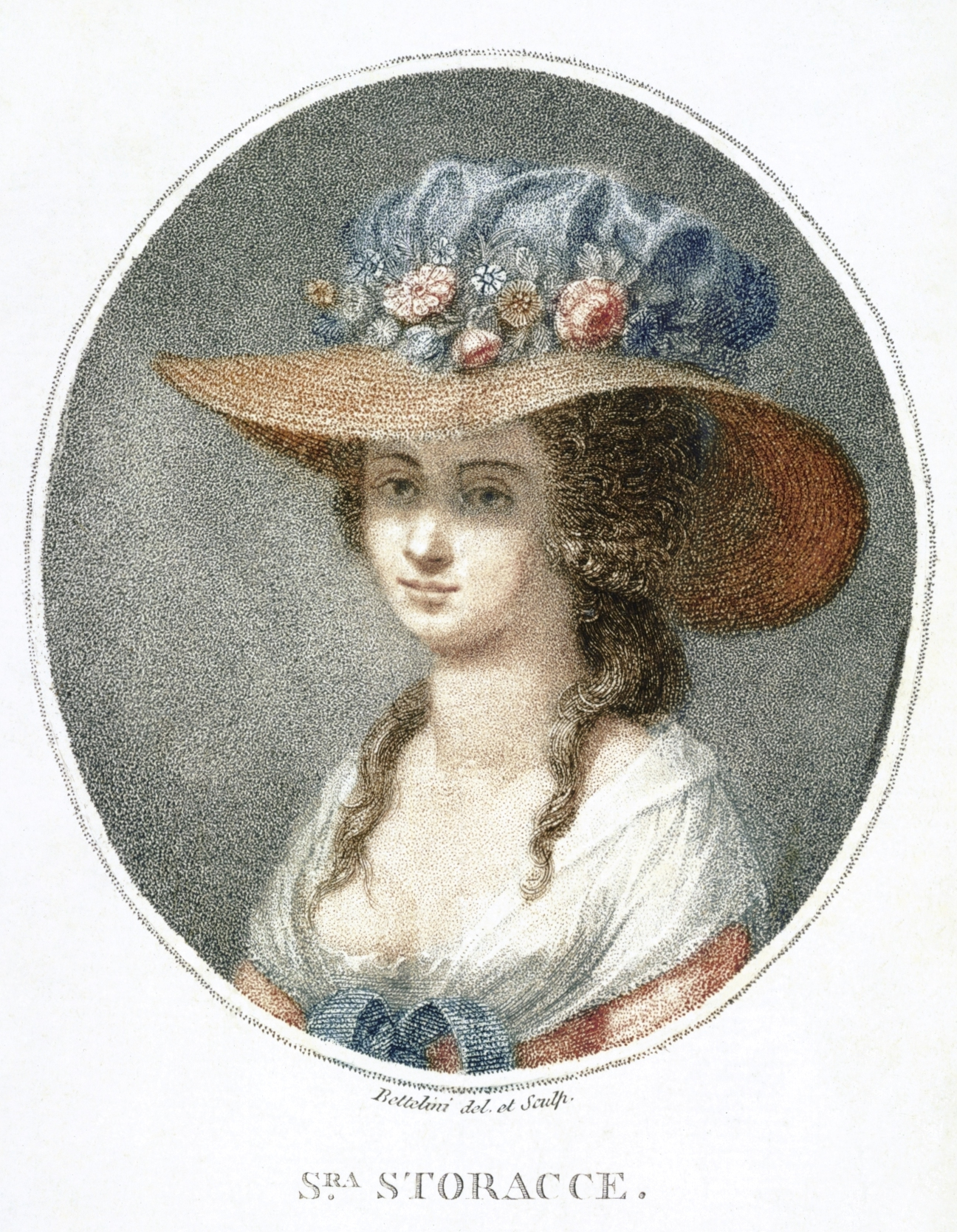
Die Sängerin Nancy Storace
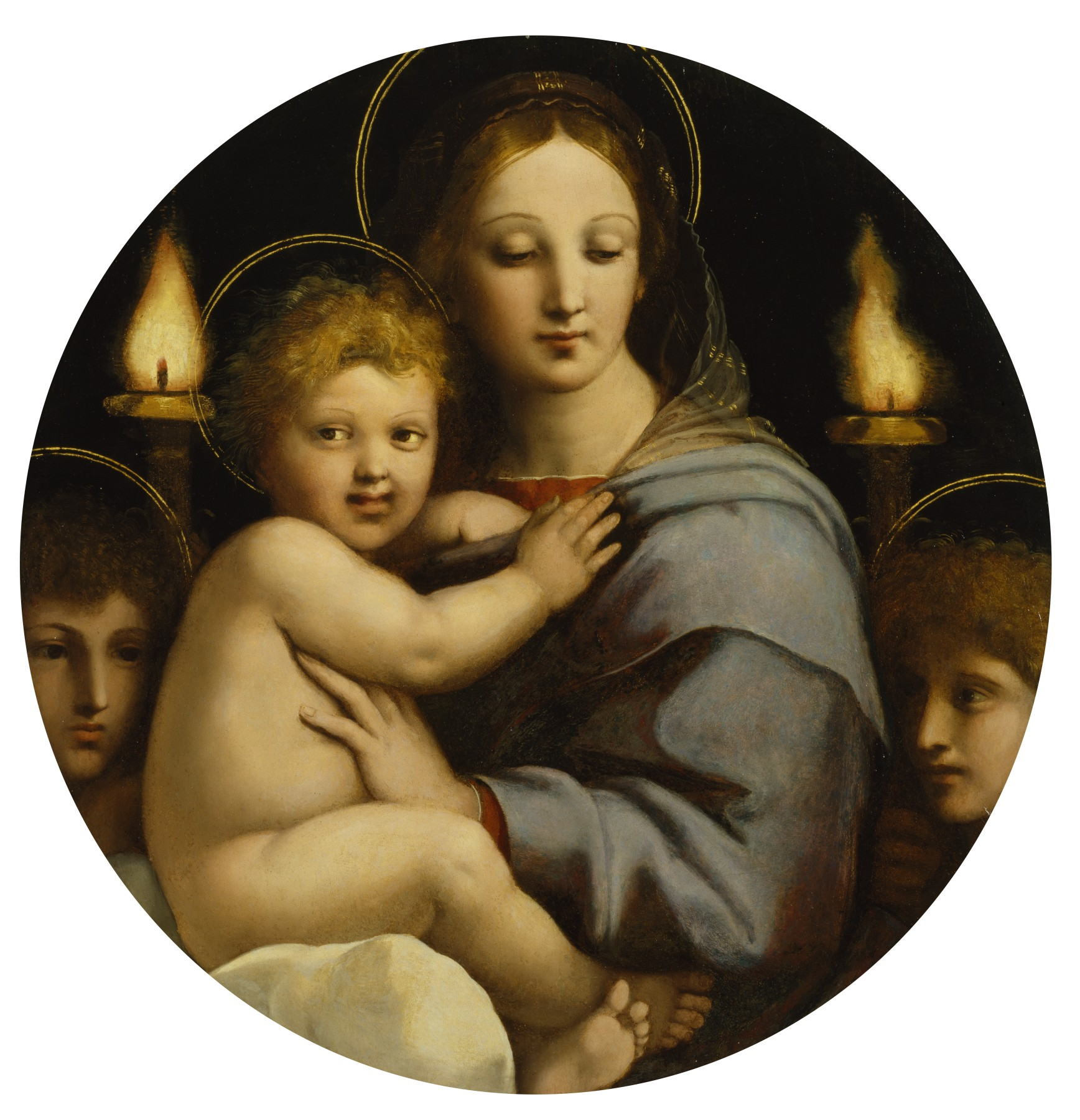
Werkstatt von Raphael: Madonna dei Candelabri
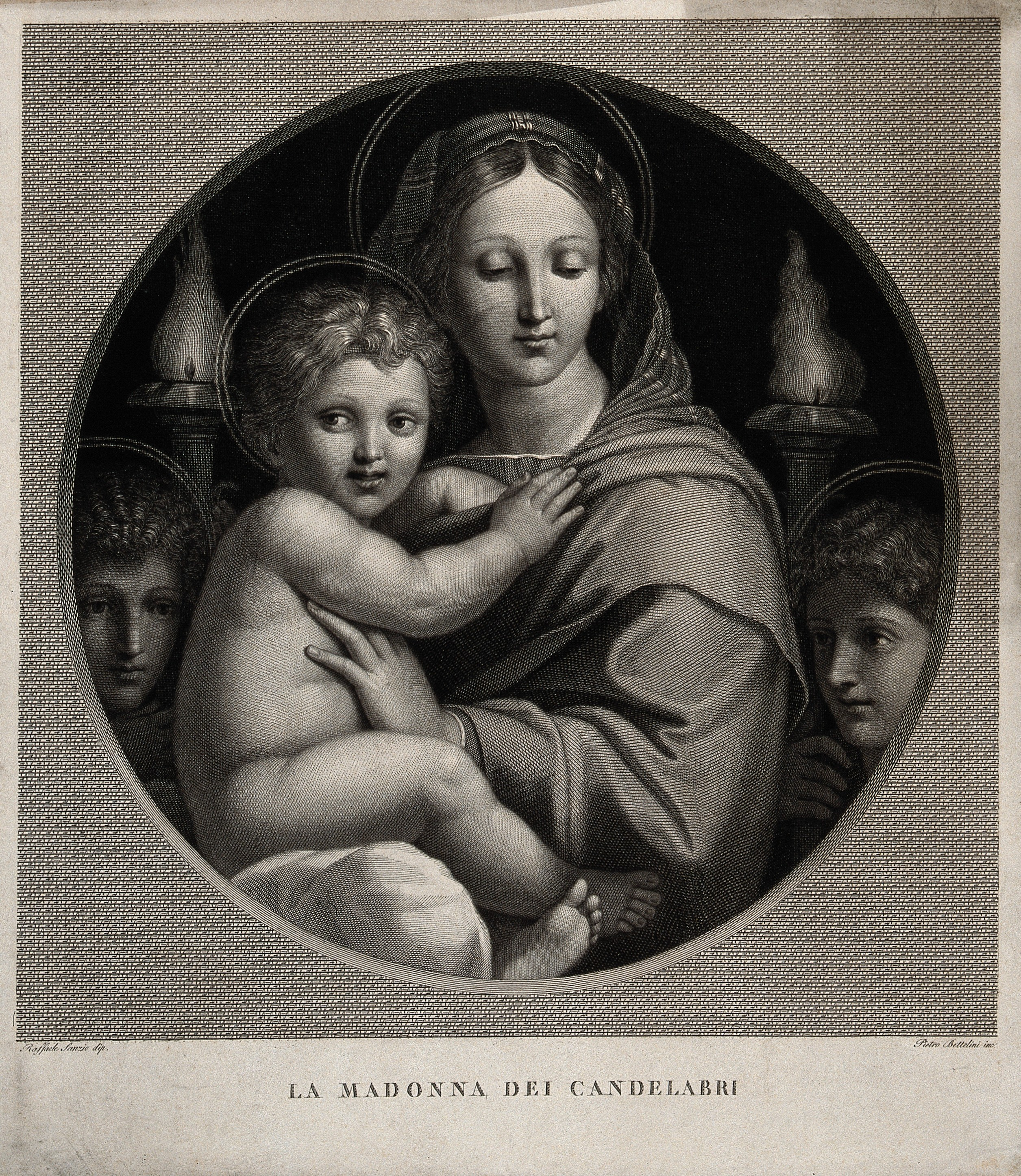
Kupferstich von Pietro Bettelini